# Suliane Brahim
Suliane Brahim (Chartres, 1 d'abril de 1978) és un actriu francesa. Resident de la Comédie-Française des de 2009, va ser nomenada membre d'aquesta institució a partir de l'1 de gener de 2016.

## Biografia
El seu pare és d'origen marroquí, però el seu primer nom és bretó com la seva mare. Va passar la seva infantesa i adolescència a Bourges, on va obtenir el batxillerat amb opció de teatre.
Després va estudiar literatura a l'INALCO, on va estudiar suahili, ja que aleshores desitjava treballar en treballs humanitaris, i teatre a l'Escola Nacional d'Arts i Tècniques Escèniques de Teatre des de 1998.
Als 20 anys va formar part de la Comédie-Française (Foyer Pierre-Dux). A partir de 1996, va interpretar les seves primeres peces importants. Es va convertir en resident de la Comédie-Française el 7 de maig de 2009, i societària des de l'1 de gener de 2016 i membre titular del comitè d'administració el 27 de desembre de 2023.

## Teatre

### Comédie-Française
- 2009 : La Grande Magie d'Eduardo De Filippo, dirigida per Dan Jemmett : Amelia Recchia i Rose Intrugli
- 2009 : L'Avare de Molière, dirigida per Catherine Hiegel : Élise
- 2010 : Le Bruit des os qui craquent de Suzanne Lebeau, dirigida per Anne-Laure Liégeois, au Studio-Théâtre
- 2010 : Burn Baby Burn de Carine Lacroix, dirigida per Anne-Laure Liégeois, au Studio-Théâtre
- 2010 : L'Illusion comique de Corneille, dirigida per Galin Stoev : Isabelle
- 2010 : Andromaque de Racine, dirigida per Muriel Mayette : Cléone
- 2011 : La Maladie de la famille M. de Fausto Paravidino, dirigida per de l'auteur, Théâtre du Vieux-Colombier : Maria
- 2011 : On ne badine pas avec l'amour d'Alfred de Musset : Rosette
- 2011 : Le Jeu de l'amour et du hasard de Marivaux, dirigida per Galin Stoev, Comédie-Française au Cent Quatre : Lisette
- 2011 : Andromaque de Racine, dirigida per Muriel Mayette, Théâtre antique d'Orange, Salle Richelieu : Cléone
- 2012 : Peer Gynt de Henrik Ibsen, dirigida per Éric Ruf, Salon d'Honneur du Grand Palais : Solveig
- 2012 : Dom Juan ou le Festin de Pierre de Molière, dirigida per Jean-Pierre Vincent, Théâtre Éphémère : Elvire
- 2014 : Cabaret Barbara de Barbara, dirigida per Béatrice Agenin, Studio-Théâtre
- 2015 : Lucrèce Borgia de Victor Hugo, dirigida per Denis Podalydès, Salle Richelieu : Gennaro
- 2015 : Roméo et Juliette de William Shakespeare, dirigida per Éric Ruf, Salle Richelieu : Juliette
- 2016 : Nadia C. de  Chloé Dabert (d'après La Petite Communiste qui ne souriait jamais de Lola Lafon), dirigida per Chloé Dabert, Centquatre-Paris[6]
- 2017 : La règle du jeu de Jean Renoir, dirigida per Christiane Jatahy, Salle Richelieu : Christine de la Chesnaye
- 2018 : J'étais dans ma maison et j'attendais que la pluie vienne de Jean-Luc Lagarce, dirigida per Chloé Dabert : L'Aînée[7]
- 2019 : Electre / Oreste d'Eurípides, dirigida per de Ivo Van Hove, Salle Richelieu
- 2021 : Les Démons de Fiódor Dostoievski, dirigida per Guy Cassiers, Salle Richelieu
- 2021 : En attendant les barbares de J. M. Coetzee, dirigida per Camille Bernon i Simon Bourgade, Théâtre du Vieux-Colombier
- 2023 : Médée d'Eurípides, dirigida per Lisaboa Houbrechts, Salle Richelieu
- 2024 : Macbeth de William Shakespeare, dirigida per Silvia Costa, Salle Richelieu
- 2024 : Les Démons de Fiódor Dostoievski, dirigida per Guy Cassiers, Salle Richelieu
- 2024 : Le Soulier de satin de Paul Claudel, dirigida per Éric Ruf, Salle Richelieu

### Fora de la Comédie-Française
- 1996 : Le Fusil de chasse de Yasushi Inoue, dirigida per Martine Logier, à la Comédie de Saint-Étienne
- 2000 : Les Possibilités d’Howard Barker, dirigida per Jerzy Klesyk, al Théâtre de la Tempête.
- 2001 : Le Retour au désert de Bernard-Marie Koltès, dirigida per Thierry de Peretti, al Théâtre de la Bastille
- 2003 : Le Malade imaginaire de Molière, dirigida per Philippe Adrien : Angélique
- 2005 : La Jeune Fille, le Diable et le Moulin d'Olivier Py, dirigida per François Orsoni,  Théâtre du Jeu de paume - Ais.
- 2006 : Barbe-Bleue, espoir des femmes de Dea Loher, dirigida per François Orsoni Kallisté Ajaccio,
- 2007 : Le Gars de Marina Tsvetaïeva, dirigida per Vladimir Pankov al Centre Meyerhold de Moscou
- 2009 : Jean la Chance de Bertolt Brecht, dirigida per François Orsoni al Théâtre de la Bastille

## Filmografia

### Cinema
- 2013 : Ouf de Yann Coridian : Soraya
- 2013 : Doutes d'Yamini Lila Kumar : Albertine Langlois
- 2014 : Libre et assoupi de Benjamin Guedj : Valentine Caillou
- 2019 : Especials d'Olivier Nakache i Éric Toledano : inspectora IGAS
- 2020 : La Nuée de Just Philippot : Virginie
- 2023 : Je verrai toujours vos visages de Jeanne Herry : Fanny
- 2023 : Acide de Just Philippot : Karin
- 2024 : Rien ni personne de Gallien Guibert : Valérie
- 2024 : Le Fil de Daniel Auteuil : Maître Judith Goma

### Curtmetratges
- 2003 : La Fiancée[8]  de Nathalie Najem : La nòvia qui riu
- 2011 : Ernest (45)[9] de Céline Savoldelli : La dona que declara
- 2015 : La Couille[10] de Emmanuel Poulain-Arnaud : Valérie

### Televisió
- 2010 : L'Illusion comique  de Mathieu Amalric : Isabelle, filla de Géronte
- 2013 : Ça ne peut pas continuer comme ça de Dominique Cabrera :  Constance
- 2013 : Meurtre en trois actes de Claude Mouriéras : Julie Strozzi
- 2014 : Que d'amour ![11] de Valérie Donzelli adaptació de Jeu de l’amour et du hasard : Lisette
- 2015 : Dom Juan & Sganarelle[12] de Vincent Macaigne : Elvire
- 2017 : Zone Blanche de Julien Despaux i Thierry Poiraud - sèrie France 2 creada per Mathieu Missoffe:[13] Major Laurène Weiss.
- 2019 : Mouche de Jeanne Herry : Louise
- 2024 : Les enfants sont rois de Sébastien Marnier (sèrie Disney+) : Salomé

## Distincions
- Cavaller de l'Orde Nacional del Mèrit(2023)[14]
- Cavaller de l'Orde de les Arts i les Lletres (2020)[15]
- Premi a la millor actriu al LIII Festival Internacional de Cinema Fantàstic de Catalunya[16]
- Premi Suzanne Bianchetti el 2017.[17]